# Frédéric Eichhoff
 (décembre 2020).
Si vous disposez d'ouvrages ou d'articles de référence ou si vous connaissez des sites web de qualité traitant du thème abordé ici, merci de compléter l'article en donnant les références utiles à sa vérifiabilité et en les liant à la section « Notes et références ».
Frédéric Gustave Eichhoff, né au Havre le 17 août 1799 et décédé à Paris le 10 mai 1875, est un philologue et littérateur français.

## Biographie
Fils d'un négociant, il soutient en 1825 à Paris, sa thèse portant sur Hésiode. Il est suppléant de Claude Fauriel à la Sorbonne (1837-1838), puis professeur de littérature étrangère à la faculté des lettres de Lyon (1842), correspondant de l'Institut, et enfin inspecteur général de l'enseignement secondaire pour l'enseignement des langues vivantes (1855-1862). De 1860 à 1863, il est vice-président des jurys des concours de langues vivantes (allemand-anglais).
Il écrit énormément, comme en font foi ses nombreux ouvrages relatifs aux langues et littératures classiques, étrangères et orientales, et à la grammaire comparée des langues indo-européennes qu'il fut un des premiers à cultiver en France. Malgré sa formation classique, sa connaissance approfondie du grec et du latin, ses centres d'intérêt divers, il contribue au développement de l'enseignement de l'allemand et de l'anglais en France, à une époque où les langues vivantes sont peu prisées dans les collèges et les lycées.
Il fut membre de plusieurs sociétés et académies dont l'Académie de Stanislas.
Il est inhumé au cimetière du Père-Lachaise (53e division).

## Ouvrages
- Frédéric Eichhoff, Études grecques sur Virgile: ou recueil de tous les passages des poètes grecs imités dans les Bucoliques, les Géorgiques et l'Enéide, avec le texte latin et des rapprochements, Paris, Delalain, Treuttel et Wurtz, 1825, 407 p..
- Frédéric Eichhoff (Johann-Valentin Meidinger), Grammaire pratique de la langue allemande, précédée d'un traité de prononciation, plus un modèle d'écriture, Bobée, Baudry, Lagier, 1830.
- Frédéric Eichhoff, Cours de littérature allemande, Ange, 1836.
- Frédéric Eichhoff, Parallèles des langues de l'Europe et de l'Inde, Hachette, 1836.
- Frédéric Eichhoff, Hymne sacré, imité du russe, Paris, imprimerie de Pierre Baudouin, 1839.
- Frédéric Eichhoff, Langues et littérature des peuples slaves, russes, polonais, lithuaniens, Hachette, 1839.
- Frédéric Eichhoff, Vergleichung der Sprachen von Europa und Indien: oder Untersuchung der wichtigsten romanischen, germanischen, slavischen und celtischen Sprachen durch Vergleichung derselben unter sich und mit der Sanskrit-Sprache, Leipzig, J. J. Weber, 1840, 354 p..
- Frédéric Eichhoff (avec la collaboration de Wilhelm de Suckau), Dictionnaire étymologique des racines allemandes avec leurs identifications françaises et leurs dérivés classés par familles, Thieriot, 1840.
- Frédéric Eichhoff, Mélanges littéraires, Lyon, imprimerie de L. Boitel, 1842.
- Frédéric Eichhoff (avec la collaboration de C.-F. Ermeler et J.-V. Meidinger), Grammaire pratique de la langue allemande, précédée d'un traité de prononciation et ornée d'un grand tableau de tous les genres d'écriture, Baudry, Dramard-Baudry, 1849.
- Frédéric Eichhoff, Essai sur la mythologie du Nord, Paris, Dumoulin, 1851.
- Frédéric Eichhoff, Tableau de la littérature du Nord au Moyen Âge, en Allemagne, en Angleterre et en Scandinavie, Hachette, 1851.
- Frédéric Eichhoff, Morceaux choisis en prose et en vers des classiques allemands, Hachette, 1852Trois séries pour les classes de 3e, de 2e et de rhétorique.
  - Frédéric Eichhoff, Morceaux choisis en prose et en vers des classiques anglais : Première série. À l'usage de la cl. de 3e, Hachette, 1852.
  - Frédéric Eichhoff, Morceaux choisis en prose et en vers des classiques anglais : Deuxième série. À l'usage de la cl. de 2e, Hachette, 1852.
- Frédéric Eichhoff, Tableau de la littérature du Nord au Moyen Âge, en Allemagne et en Angleterre, en Scandinavie et en Slovénie, Hachette, 1852.
- Frédéric Eichhoff, Morceaux choisis des classiques allemands. Traduits en français, avec des notes explicatives : Première série. Cl. de 3e, et deuxième série, cl. de 2e, Hachette, 1853.
- Frédéric Eichhoff, Morceaux choisis en prose et en vers des classiques allemands. Traduits en français, avec des notes explicatives : Troisième série. Cl. de rhétorique, Hachette, 1854.
- Frédéric Eichhoff, Poésie héroïque des Indiens comparée à l'épopée grecque et romaine, avec analyses des poèmes nationaux de l'Inde, citations en français et imitations en vers latins, Paris, Auguste Durand, 1860, 388 p.
- Frédéric Eichhoff, Concordance des quatre Évangiles, Hachette, 1861.
- Frédéric Eichhoff, Exercices de traduction de français en anglais. À l'usage des classes de grammaire et d'humanités, Hachette, 1863.
- Frédéric Eichhoff, Exercices de traduction d'allemand en français, à l'usage des classes de grammaire, Hachette, 1863.
- Frédéric Eichhoff, Exercices de traduction de français en allemand, Hachette, 1863.
- Frédéric Eichhoff, Les Racines de la langue allemande rangées par désinences avec des principes de grammaire et d'étymologie comparée. Complément des exercices de traduction et des morceaux choisis des classiques allemands, Hachette, 1864.
- Frédéric Eichhoff, Les Racines de la langue anglaise rangées par désinences avec des principes de grammaire et d'étymologie comparée. Complément des exercices de traduction et des morceaux choisis des classiques anglais, Hachette, 1864.
- Frédéric Eichhoff, Exercices de traduction d'anglais et français. Études préparatoires aux morceaux choisis des classiques anglais. À l'usage des classes de grammaire, Hachette, 1864.
- Frédéric Eichhoff, Grammaire générale indo-européenne, ou comparaison des langues grecque, latine, française gothique, allemande, anglaise et russe entre elles et avec le sanscrit ; suivie d'extraits de poésie indienne, Paris, Maisonneuve et Cie, Libraires-Éditeurs, ancienne maison Th. Barrois, 1867, 411 p..
- Frédéric Eichhoff, Cours de thèmes allemands à l'usage des classes de grammaire et d'humanités. Nouvelle édition précédée d'un résumé de grammaire, Hachette, 1873.
- Frédéric Eichhoff, Cours de versions allemandes à l'usage des classes de grammaire, Hachette, 1873.
- Frédéric Eichhoff, Cours de versions anglaises à l'usage des classes de grammaire. Étude préparatoire aux morceaux choisis, Hachette, 1873.